# Cypripedium tibeticum
Cypripedium tibeticum är en orkidéart som beskrevs av George King och Robert Allen Rolfe. Cypripedium tibeticum ingår i släktet guckuskor, och familjen orkidéer. Inga underarter finns listade i Catalogue of Life.

## Bildgalleri

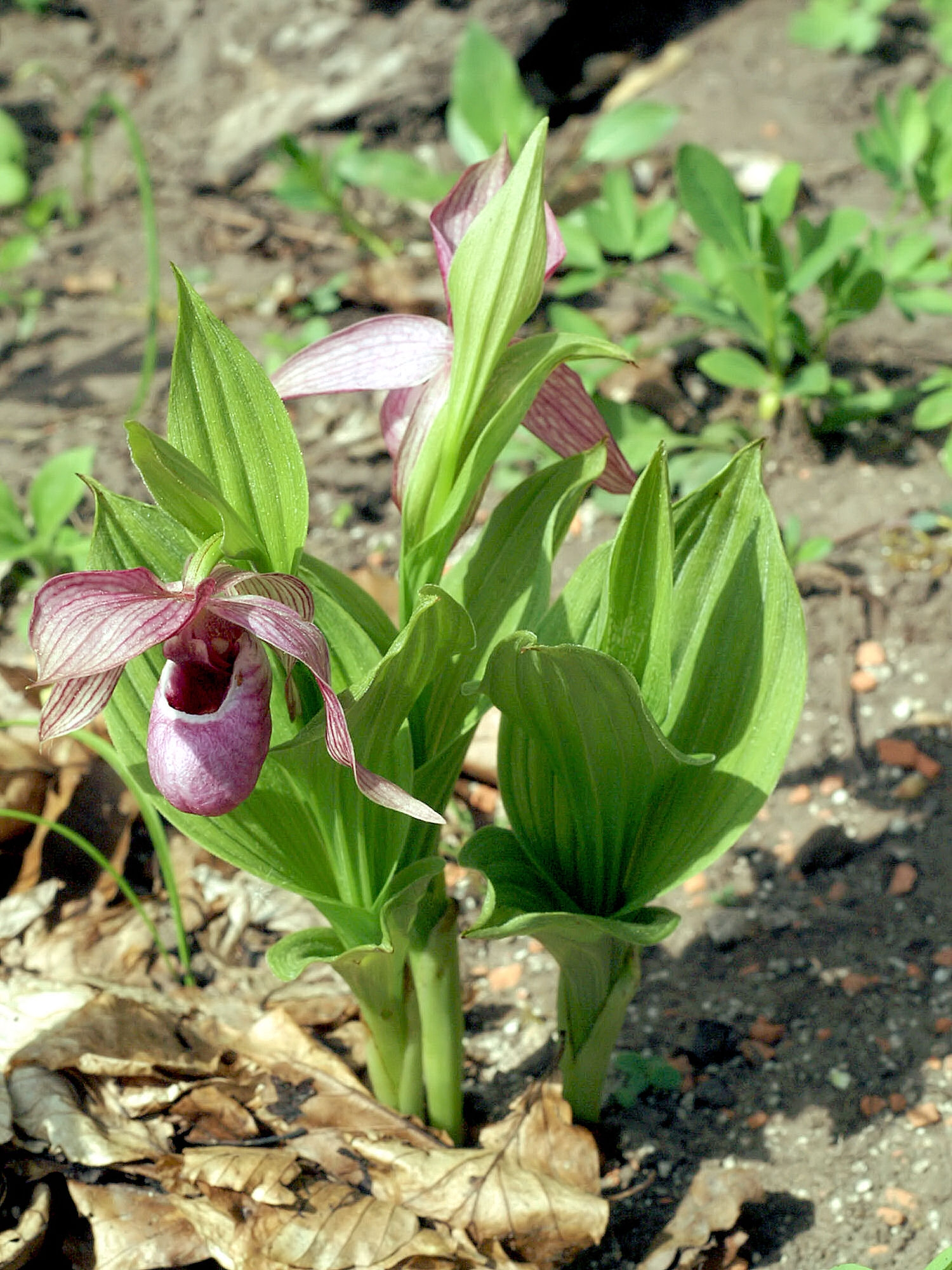
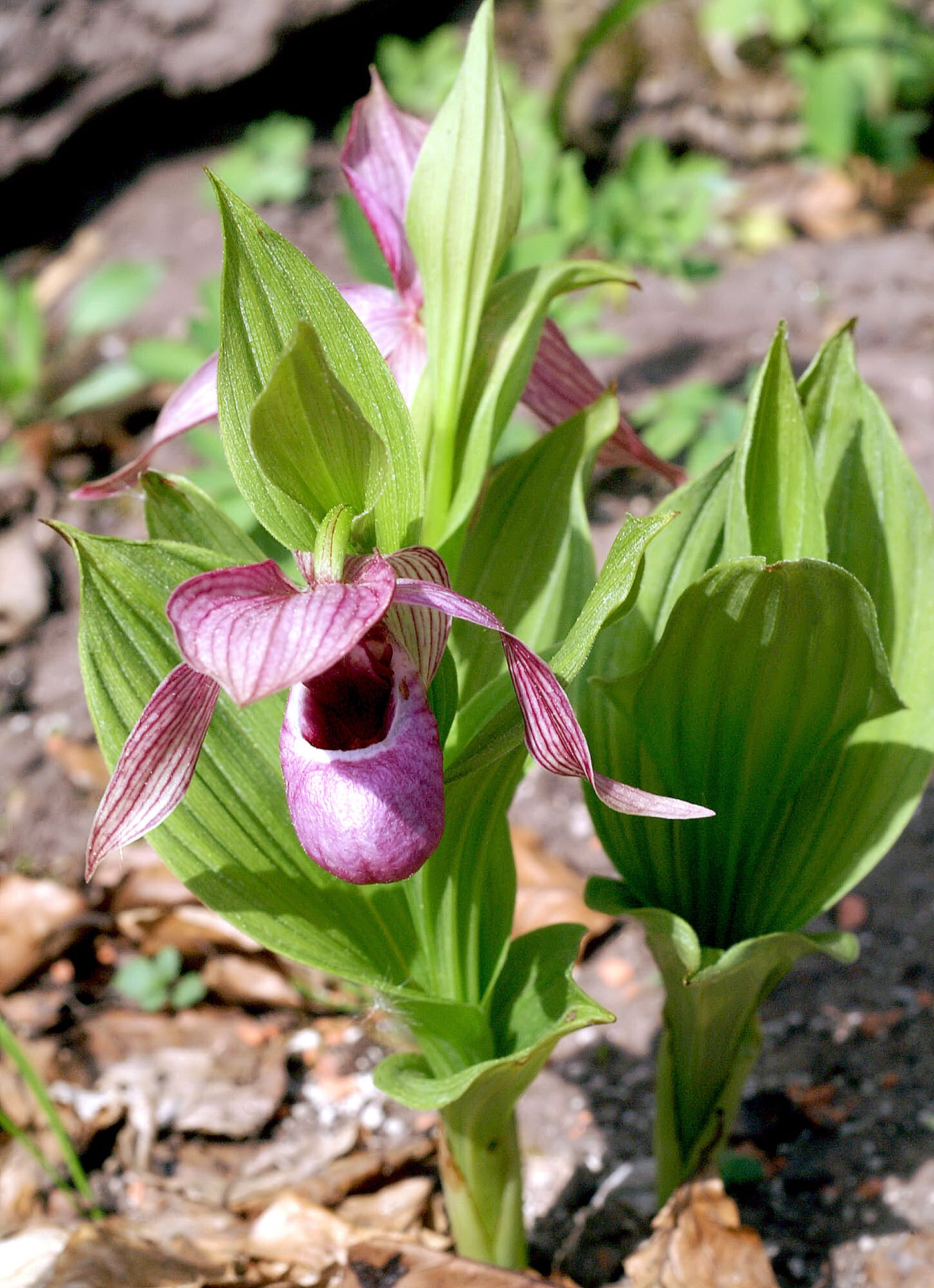
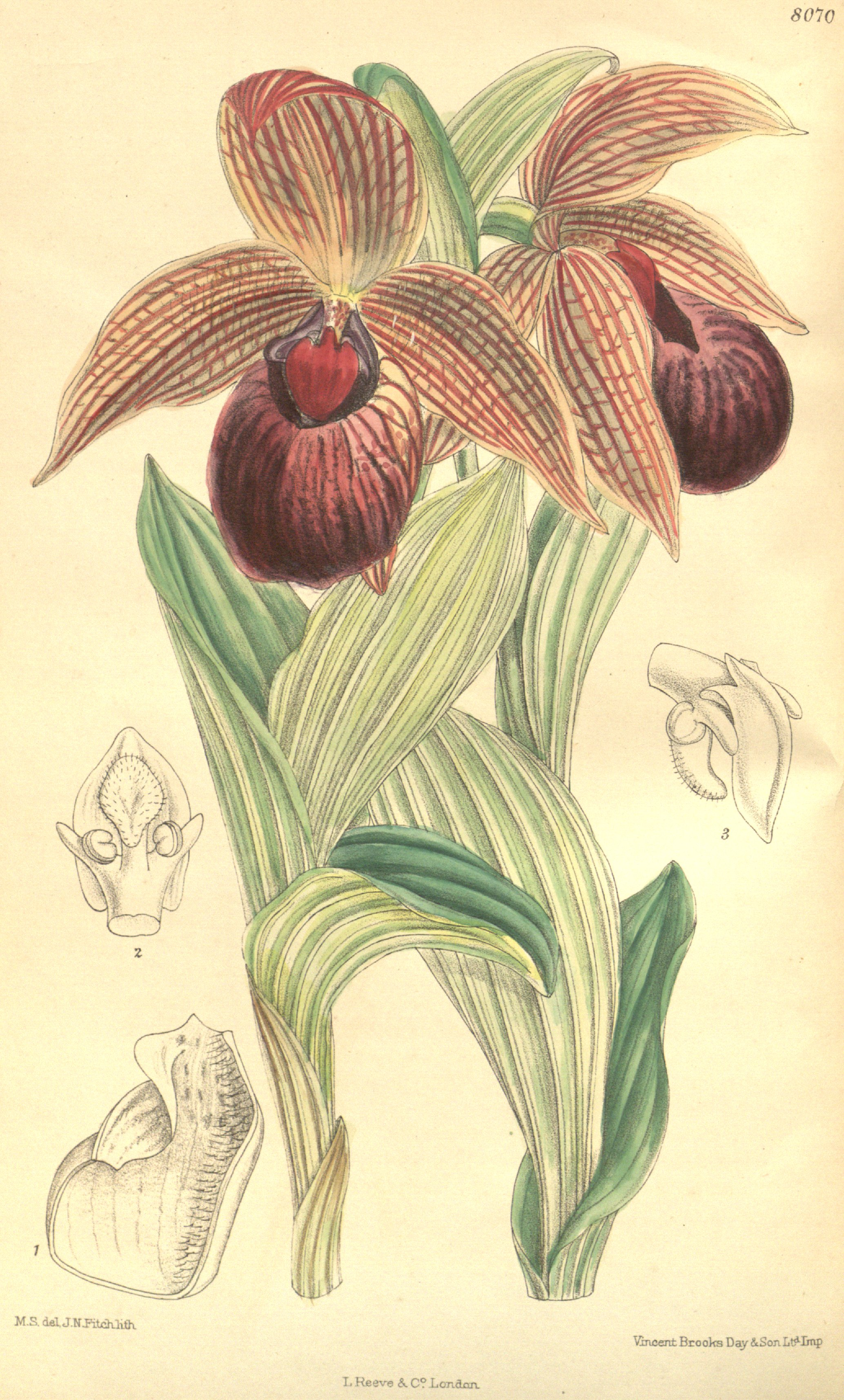